# Error d'atribució fonamental
En psicologia social, l' error d'atribució fonamental (EAF), també conegut com a biaix de correspondència o efecte d'atribució, és la tendència de les persones a subratllar les explicacions situacionals del comportament observat d'un individu mentre es subratlla les explicacions disposicionals i basades en la personalitat del seu comportament. Aquest efecte s'ha descrit com "la tendència a creure que el que fan les persones reflecteix qui són", és a dir, atribuir excessivament els seus comportaments (el que fan o diuen) a la seva personalitat i subatribuir-los a la situació o context.

## Orígens
La frase va ser encunyada per Lee Ross alguns anys després d'un experiment clàssic d'Edward E. Jones i Victor Harris (1967). Ross va argumentar en un document popular que l'error d'atribució fonamental constitueix la base conceptual del camp de la psicologia social. Jones va escriure que trobava la frase de Ross "excessivament provocativa i una mica enganyosa", i també va fer broma: "A més, estic enfadat perquè no m'ho pensés abans". Alguns psicòlegs, inclòs Daniel Gilbert, han utilitzat la frase "biaix de correspondència" per a l'error d'atribució fonamental. Altres psicòlegs han argumentat que l'error d'atribució fonamental i el biaix de correspondència són fenòmens relacionats però independents, sent el primer una explicació comuna per al segon.
Com a simple exemple del comportament que la teoria d'errors d'atribució pretén explicar, considerem la situació en què Alice, un conductor, és tallada pel trànsit per Bob. Alice atribueix el comportament de Bob a la seva personalitat fonamental, per exemple, només pensa en ell mateix, és egoista, és un imbècil, és un conductor poc qualificat; ella no creu que sigui situació, per exemple, es perdrà el vol, la seva dona està a parir a l'hospital i la seva filla està convulsa a l'escola. Alice podria cometre l'error contrari i excusar-se dient que estava influenciada per causes situacionals, per exemple, arribo tard a la meva entrevista de feina, he de recollir el meu fill per a la seva cita dental, en lloc de pensar que té un defecte de caràcter, per exemple., Sóc un imbècil, tracto als altres amb menyspreu, sóc dolent a la conducció.

### Estudi de demostració clàssica: Jones i Harris (1967)
Jones i Harris van fer la hipòtesi, basant-se en la teoria inferencial corresponent, que les persones atribuirien comportaments aparentment elegits lliurement a la disposició i conductes aparentment dirigides a l'atzar a la situació. La hipòtesi es va confondre amb l'error d'atribució fonamental.
Els subjectes d'un experiment llegien assaigs a favor i en contra de Fidel Castro. Després se'ls va demanar que valoressin les actituds pro-castristes dels escriptors. Quan els subjectes creien que els escriptors escollien lliurement posicions a favor o en contra de Castro, normalment considerarien que les persones que els agradaven tenien una actitud més positiva cap a Castro. No obstant això, en contradicció amb la hipòtesi inicial de Jones i Harris, quan es va dir als subjectes que les posicions dels escriptors estaven determinades per un llançament de monedes, encara van qualificar els escriptors que parlaven a favor de Castro com una actitud més positiva respecte a Castro que, de mitjana, els que van parlar contra ell. En altres paraules, els subjectes no van poder veure adequadament la influència de les restriccions situacionals posades sobre els escriptors; no es podien abstenir d'atribuir una creença sincera als escriptors. El grup experimental va proporcionar més atribucions internes a l'escriptor.

## Crítica
Es qüestiona la hipòtesi que les persones tendeixen sistemàticament a atribuir excessivament el comportament a trets (almenys per al comportament d'altres persones). Epstein i Teraspulsky provar si els subjectes sobre, menys o menys estimen correctament la correlació empírica entre els comportaments. (Aquestes consistències de comportament són el que descriuen els "trets".) Van trobar que les estimacions de correlacions entre conductes es correlacionaven fortament amb correlacions observades empíricament entre aquestes conductes. Els subjectes eren sensibles fins i tot a correlacions molt petites, i la seva confiança en l'associació feia un seguiment de fins a quin punt eren discrepants (és a dir, si sabien quan no ho sabien) i eren més elevats per a les relacions més fortes. Els subjectes també van mostrar consciència de l'efecte de l'agregació en ocasions i van utilitzar estratègies raonables per arribar a les decisions. Epstein va concloure que "Lluny de ser creients de trets inveterats, com s'ha suggerit anteriorment, les intuïcions [dels subjectes] van coincidir amb els principis psicomètrics en diversos aspectes importants a l'hora d'avaluar les relacions entre comportaments de la vida real".
Tot i que es va descriure com a "robust, fermament establert i generalitzat", el metanàlisi dels 173 estudis qualificats sobre la asimetria actor-observador disponible el 2005 va establir, sorprenentment, una mida d'efecte gairebé nul·la. Aquestes anàlisis van permetre una revisió sistemàtica d'on es manté, si escau, l'efecte. Aquestes anàlisis van mostrar que l'asimetria només es va trobar quan 1. es representava a l'altra persona com a molt inusual, 2. quan es van explicar esdeveniments hipotètics (en lloc de reals), 3. quan les persones eren íntimes (es coneixien bé) o 4 quan els graus de llibertat dels investigadors eren alts. Semblava que en aquestes circumstàncies es van observar dues asimetries: els esdeveniments negatius s'atribuïen asimètricament a trets d'altres, però es va produir el contrari en els esdeveniments positius, donant suport a un biaix d'autoservei en lloc d'una asimetria actor-observador. Vegeu també la metaanàlisi del 2006 de Malle.

## Explicacions
Diverses teories prediuen l'error d'atribució fonamental i, per tant, totes dues competeixen per explicar-lo i es poden falsificar si no es produeix. Alguns exemples destacats són:
1. Fal·làcia del món just.La creença que la gent aconsegueix el que es mereix i es mereix el que aconsegueix, el concepte del qual va ser teoritzat per primera vegada per Melvin J. Lerner (1977).[9] Atribuir els fracassos a causes disposicionals en lloc de causes situacionals —que són immutables i incontrolables— satisfà la nostra necessitat de creure que el món és just i que tenim control sobre les nostres vides. Estem motivats per veure un món just perquè això redueix les nostres amenaces percebudes,[10][11] ens dona una sensació de seguretat, ens ajuda a trobar sentit en circumstàncies difícils i inquietants i ens beneficia psicològicament.[12] Malauradament, la hipòtesi del món just també dona lloc a la tendència de les persones a culpar i menystenir les víctimes d'un accident o una tragèdia, com ara la violació[13][14] i els abusos domèstics,[15] per assegurar-se de la seva insusceptibilitat per tal esdeveniments. Fins i tot la gent pot culpar les faltes de la víctima en una "vida passada" per buscar la justificació del seu mal resultat.[Pàgina?][16]
2. Prominència de l'actor. Tendim a atribuir un efecte observat a causes potencials que capturen la nostra atenció. Quan observem altres persones, la persona és el principal punt de referència mentre es passa per alt la situació com si no fos res més que un simple fons. Com a tal, és més probable que les atribucions del comportament dels altres se centrin en la persona que veiem, no en les forces situacionals que actuen sobre aquesta persona que potser no som conscients.[17][18][19] (Quan ens observem a nosaltres mateixos, som més conscients de les forces que ens actuen. Aquesta orientació diferencial cap a l'interior i cap a l'exterior[20] explica el biaix actor-observador.)
3. Manca d'esforç. De vegades, tot i que som conscients que el comportament de la persona està restringit per factors situacionals, encara cometem l'error d'atribució fonamental.[3] Això es deu al fet que no tenim en compte la informació de comportament i de situació simultàniament per caracteritzar les disposicions de l'actor.[21] Inicialment, utilitzem el comportament observat per caracteritzar la persona per automatisme.[22][23][24][25][26] Hem d'esforçar-nos deliberadament i conscientment per ajustar la nostra inferència tenint en compte les restriccions situacionals. Per tant, quan la informació de situació no es té prou en compte per a l'ajust, la inferència disposicional no corregida crea l'error d'atribució fonamental. Això també explicaria per què la gent comet un error d'atribució fonamental en major grau quan es troba sota càrrega cognitiva ; és a dir, quan tenen menys motivació o energia per processar la informació situacional.[27]
4. Cultura. S'ha suggerit que es produeixen diferències culturals en l'error d'atribució:[28] persones de cultures individualistes (occidentals) són més propenses a l'error, mentre que les persones de cultures col·lectivistes són menys propenses.[29] Basant-se en presentacions de figures de dibuixos animats a temes japonesos i nord-americans, s'ha suggerit que els temes col·lectivistes podrien estar més influenciats per la informació del context (per exemple, estar influenciat més per les cares circumdants a jutjar les expressions facials[30]). Alternativament, els subjectes individualistes poden afavorir el processament d'objectes focals en lloc de contextos.[31] D'altres suggereixen que l'individualisme occidental s'associa amb la visió d'un mateix i dels altres com agents independents, per tant, se centra més en els individus que en els detalls contextuals.[32]

## Diferències amb biaix de correspondència
L'error d'atribució fonamental s'utilitza habitualment indistintament amb el "biaix de correspondència" (de vegades anomenat "inferència de correspondència"), tot i que aquesta frase fa referència a un judici que no necessàriament constitueix un biaix, que sorgeix quan la inferència extreta és incorrecta, per exemple, la inferència disposicional quan la causa real és situacional). Tanmateix, s'ha debatut sobre si els dos termes s'han de distingir els uns dels altres. S'han argumentat tres diferències principals entre aquests dos processos de judici:
1. Sembla que es produeixen en circumstàncies diferents, ja que tant les inferències disposicionals corresponents com les inferències situacionals es poden provocar espontàniament.[33] Tanmateix, el processament atributiu sembla que només es produeix quan l'esdeveniment és inesperat o entra en conflicte amb les expectatives anteriors. Aquesta noció es recolza en un estudi realitzat per Semin i Marsman (1994),[34] que va trobar que diferents tipus de verbs convidaven a inferències i atribucions diferents. Les inferències de correspondència van ser convidades en major grau per verbs d'acció interpretativa (com "ajudar") que els verbs d'acció d'estat o d'estat, suggerint així que els dos es produeixen en circumstàncies diferents.
2. Les inferències de correspondència i les atribucions causals també difereixen en automatisme. Les inferències es poden produir espontàniament si el comportament implica una inferència situacional o disposicional, mentre que les atribucions causals es produeixen molt més lentament (per exemple, Smith i Miller, 1983).[35]
3. També s'ha suggerit que les inferències de correspondència i les atribucions causals són provocades per diferents mecanismes. Generalment s'acorda que les inferències de correspondència es formen passant per diverses etapes. En primer lloc, la persona ha d'interpretar el comportament i, després, si hi ha prou informació per fer-ho, afegir informació de situació i revisar la seva inferència. A continuació, poden ajustar les seves inferències tenint en compte també la informació de disposició.[27][36] Tot i així, les atribucions causals semblen formar-se ja sigui mitjançant el processament d'informació visual mitjançant mecanismes de percepció, bé mitjançant l'activació d'estructures de coneixement (per exemple, esquemes) o mitjançant l'anàlisi i processament sistemàtic de dades.[37] Per tant, a causa de la diferència en les estructures teòriques, les inferències de correspondència estan més fortament relacionades amb la interpretació del comportament que les atribucions causals.

Basant-se en les diferències anteriors entre l'atribució causal i la inferència de correspondència, alguns investigadors argumenten que l'error d'atribució fonamental s'ha de considerar com la tendència a fer explicacions disposicionals en lloc de situacionals per al comportament, mentre que el biaix de correspondència s'ha de considerar com la tendència a dibuixar disposició corresponent. inferències del comportament. Amb definicions tan diferents entre tots dos, alguns estudis interculturals també van trobar que les diferències culturals de biaix de correspondència no són equivalents a les de l'error d'atribució fonamental. Tot i que s'ha trobat que aquesta última és més freqüent en cultures individualistes que en cultures col·lectivistes, es produeix un biaix de correspondència entre cultures, cosa que suggereix diferències entre les dues frases.